# Place Vendôme
Die Place Vendôme ist einer der fünf „königlichen Plätze“ (Places Royales) von Paris und liegt inmitten der Stadt zwischen der Pariser Oper und dem Tuileriengarten im 1. Arrondissement. Der im klassizistischen Prachtstil ab Ende des 17. Jahrhunderts gestaltete und von prunkvollen Stadthäusern (genannt Hôtels particuliers) umrahmte Platz ist heutzutage vor allem bekannt als Standort des französischen Justizministeriums und des Hotel Ritz sowie für die am Platz zahlreich angesiedelten Verkaufsräume luxuriöser Schmuck- und Uhrenhersteller.

## Lage und Bedeutung
Die Place Vendôme liegt etwa 600 m südlich der Opéra Garnier bzw. ca. 650 m nordwestlich des Louvre. Sie ist im Süden über die Rue de Castiglione mit der Rue de Rivoli (am Jardin des Tuileries) sowie der Rue Saint-Honoré verbunden, die in ihrer Verlängerung in die Rue du Faubourg Saint-Honoré (mit dem Elysée-Palast) übergeht. Im Norden führt die Rue de la Paix direkt zur Pariser Oper.
Die Place Vendome wird nicht unmittelbar von der Pariser Metro bedient. In der Nähe liegen die Haltestellen der Métrolinie 1 (Concorde) und Métrolinie 8 (Madeleine).
Der Platz ist eine Einkaufsmeile für Luxusgüter. Er gleicht insofern den in seiner Nähe liegenden Straßen Rue du Faubourg Saint-Honoré und Rue de Rivoli.
| | \| - N°1: Hôtel Batailhe de Francès - N°3: Hôtel de Coëtlogon - N°5: Hôtel d'Orsigny - N°7: Hôtel Le Bas de Montargis - N°9: Hôtel de Villemaré - N°11: Hôtel de Simiane - N°13: Hôtel de Bourvallais - N°15: Hôtel de Gramont - N°17: Hôtel de Crozat - N°19: Hôtel d’Évreux - N°21: Hôtel de Fontpertuis - N°23: Hôtel de Boullongne - N°25: Hôtel Peyrenc de Moras \| - N°2: Hôtel Marquet de Bourgade - N°4: Hôtel Heuzé de Vologer - N°6: Hôtel Thibert des Martrais - N°8: Hôtel Delpech de Chaumot - N°10: Hôtel de Latour-Maubourg - N°12: Hôtel Baudard de Saint-James - N°14: Hôtel de La Fare - N°16: Hôtel Moufle - N°18: Hôtel Duché des Tournelles - N°20: Hôtel de Parabère - N°22: Hôtel de Ségur - N°24: Hôtel de Boffrand - N°26: Hôtel de Noce - N°28: Hôtel Gaillard de la Bouëxière \| |
| - N°1: Hôtel Batailhe de Francès - N°3: Hôtel de Coëtlogon - N°5: Hôtel d'Orsigny - N°7: Hôtel Le Bas de Montargis - N°9: Hôtel de Villemaré - N°11: Hôtel de Simiane - N°13: Hôtel de Bourvallais - N°15: Hôtel de Gramont - N°17: Hôtel de Crozat - N°19: Hôtel d’Évreux - N°21: Hôtel de Fontpertuis - N°23: Hôtel de Boullongne - N°25: Hôtel Peyrenc de Moras | - N°2: Hôtel Marquet de Bourgade - N°4: Hôtel Heuzé de Vologer - N°6: Hôtel Thibert des Martrais - N°8: Hôtel Delpech de Chaumot - N°10: Hôtel de Latour-Maubourg - N°12: Hôtel Baudard de Saint-James - N°14: Hôtel de La Fare - N°16: Hôtel Moufle - N°18: Hôtel Duché des Tournelles - N°20: Hôtel de Parabère - N°22: Hôtel de Ségur - N°24: Hôtel de Boffrand - N°26: Hôtel de Noce - N°28: Hôtel Gaillard de la Bouëxière |

## Geschichte
Nach dem Vorbild der Place des Vosges plante König Ludwig XIV. den Bau eines weiteren Platzes, diesmal im 1. Arrondissement. Der König übertrug die Baupläne dem berühmten Pariser Baumeister Jules Hardouin-Mansart, der eine sehr anspruchsvolle Bebauung vorsah. Geplant waren eine Bibliothek, Akademien und die Münzprägeanstalt, die durch Arkadengänge miteinander verbunden sein sollten. Auf dem für die Bebauung vorgesehenen achteckigen Grundriss standen noch zwei Gebäude, nämlich das Kapuzinerinnenkloster (franz. Couvent des Capucines), ein ab 29. Juni 1604 durch Marie de Luxembourg, Duchesse de Mercœur und Gattin des Cèsar de Vendôme, errichtetes Nonnenkloster, und das Stadtpalais Hôtel de Vendôme, welches ab 1603 für César (1594–1665), den illegitimen, aber bereits im Alter von nur 9 Jahren zum Herzog von Vendôme ernannten Sohn Heinrichs IV. erbaut wurde. Das Gebäude wurde am 4. Juli 1685 für 660.000 Livres von François Michel Le Tellier de Louvois, dem ein Jahr später von Ludwig XIV. zum Kriegsminister ernannten Staatsmann, erworben und abgerissen. Nach diesem Stadtpalais wurde später der Platz benannt; zunächst hieß er jedoch Place des Conquêtes („Platz der Eroberungen“). Beide Gebäude fielen den Neubauplänen zum Opfer; den Abrissauftrag erhielt für 620.000 Livres der Bauunternehmer Jean Masneuf durch Dekret vom 12. September 1685. Die Nonnen zogen bereits am 26. Juli 1686 in ein durch François d’Orbay entworfenes Gebäude am Nordende des Platzes um.
Mansart und Germain Boffrand ließen auf dem damals 152 m breiten und 177 m langen Platz – nunmehr unter dem Namen Place de Louis le Grand – Fassadenkulissen für 27 Gebäude errichten. Ihre Grundstücke sollten später verkauft und sodann komplett bebaut werden. Die Bauzeit verzögerte sich jedoch aus zwei Gründen. Einerseits starb der beaufsichtigende Bauminister Marquis de Louvois am 16. Juli 1691; andererseits musste König Ludwig XIV. den Platz am 7. April 1699 wegen finanzieller Schwierigkeiten an die Stadt Paris verkaufen. Diese ließ neue, weniger ambitionierte Pläne erstellen; die Fassadenpläne blieben jedoch erhalten. Um die Baukosten zu senken, wurde statt der geplanten Arkadengänge lediglich eine Rundbogenarkatur mit 110 Arkadenbögen realisiert.
In der Platzmitte wurde inzwischen am 13. August 1699 ein von François Girardon gestaltetes, 7 m hohes Reiterdenkmal mit dem König auf einem 10 m hohen Sockel errichtet, das aber am 7. August 1792 während der Französischen Revolution zerstört wurde. Masneuf führte auch zwischen 1699 und dem 1. Oktober 1701 die von Mansart geplante Randbebauung des Platzes aus, für die zunächst lediglich Fassadenkulissen vorgesehen waren. Die realisierte Platzgestaltung wurde zum Vorbild für die meisten Platzanlagen Frankreichs. Über einem Rustikageschoss mit Bogenöffnungen befinden sich zwei Obergeschosse, zusammengezogen durch eine Pilasterordnung sowie steile Knickdächer mit Dachgaupen. Die Mitten der Langseiten und die Eckabschrägungen sind durch Risalite leicht hervorgehoben. Der schottische Bankier John Law finanzierte ab 1718 große Teile dieser Randbebauung und übernahm im selben Jahr Haus 23. Er musste jedoch wegen Steuerschulden 1720 an das Haus Bourbon-Condé verkaufen. Die Familie Bourbon-Condé erwarb bis 1797 den größten Teil der Gebäude einschließlich des Freigeländes, auf dem seit 1898 das heutige Hôtel Ritz steht. Nach der Revolution hieß der Platz Place des Piques (nach einer der revolutionären Sektionen in Paris).

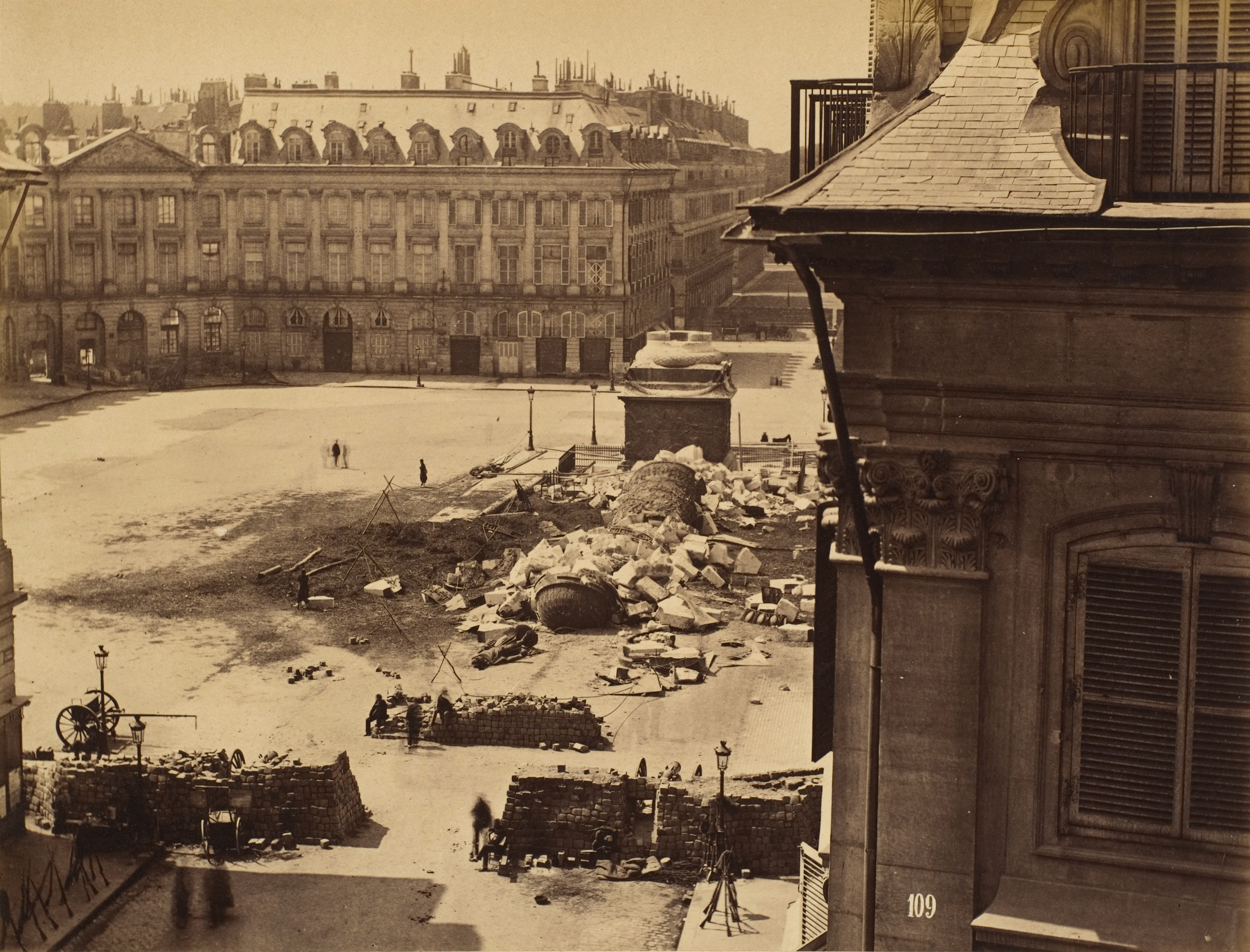
Barrikaden und Säulensturz (1871)

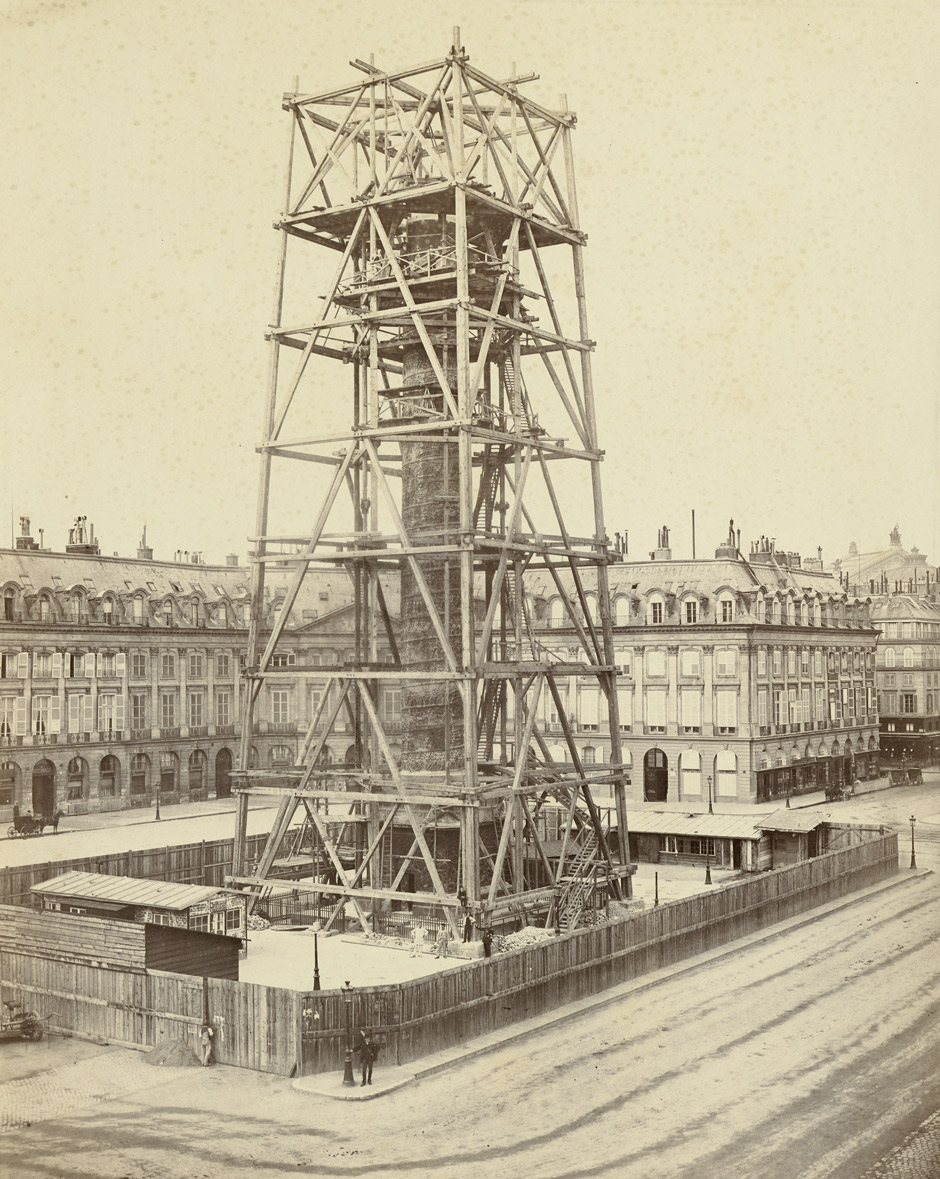
Rekonstruktion der Säule 1873

## Säule(Colonne Vendôme)
Seit dem Jahr 1799 hat der Platz seinen heutigen Namen, Place Vendôme. Am 1. Oktober 1803 unterzeichnete Napoleon Bonaparte ein Dekret zur Errichtung einer neuen Säule auf dem Platz. Vorbild war diesmal die Trajanssäule in Rom. Die Grundsteinlegung der 42,97 m hohen Säule mit Napoleon als Imperator erfolgte am 25. August 1806. Die Triumphsäule (frz.: Colonne Vendôme) wurde aus 133 (und nicht wie oft zu lesen 1200) russischen und österreichischen Kanonen gegossen, die aus Napoleons Sieg in der Schlacht bei Austerlitz (1805) stammten. Die Säule hat einen Durchmesser von 3,65 m und verschlang Baukosten in Höhe von 1,5 Mio. Livres, ihre Einweihung fand am 15. August 1810 statt. Auch diese Säule überlebte nicht lange. Bereits 1814 wurde die Statue eingeschmolzen, um hieraus ein Reiterstandbild Heinrichs IV. auf dem Pont Neuf zu errichten. Am 1. März 1833 wurde die Nachbildung des Reiterstandbilds Napoléon I. wieder eingeweiht. Die Säule wurde jedoch am 16. Mai 1871 während der Pariser Kommune umgestürzt, wofür der Maler Gustave Courbet, der sich als Mitglied der Kommune für die Versetzung der Säule vor das Hôtel des Invalides ausgesprochen hatte, verantwortlich gemacht wurde. Die Säule galt den Kommunarden als Symbol der Tyrannei und des Militarismus unter Napoleon Bonaparte. Der Platz hieß in diesem Jahr Place Internationale. Im Mai 1873 wurde die Säule wieder aufgerichtet. Ab dem 3. Juni 1825 brachte die Stadt auf dem Platz vier Gaskandelaberlaternen als Beleuchtung an.

## Gebäude und Nutzung
Die baulich nahezu identischen Stadthäuser an der Place Vendôme sind auf der westlichen Seite im Uhrzeigersinn in aufsteigender Reihe mit den ungeraden Zahlen von 1 bis 23 nummeriert und auf der östlichen Seite entgegen dem Uhrzeigersinn in aufsteigender Reihe mit den geraden Zahlen von 2 bis 28 nummeriert und tragen alle historische Namen, wie etwa Hôtel de Boullongne (Nr. 23, heute eine Cartier-Boutique) oder Hôtel Duché des Tournelles (Nr. 18, Chanel-Boutique). In der Place Vendôme Nr. 17 (Hôtel Crozat) eröffneten im Jahr 1939 die Freunde Leo Castelli und René Drouin eine Galerie. Auf der Westseite des Platzes steht mit der Nr. 15 (Hôtel de Gramont) das von César Ritz im Jahre 1898 gegründete luxuriöse Hotel Ritz. Es gehörte seit dem Jahr 1979 dem ägyptischen Milliardär Mohamed Al-Fayed. Das Ritz beherbergte auch Lady Diana im Jahre 1997, bevor sie auf dem Weg aus dem Hotel tödlich verunglückte. Zu den prominenten Gästen des Hotels gehörten u. a. Coco Chanel, Ernest Hemingway und Marcel Proust. Im Hause Nr. 13, dem Stadthaus Hôtel de Bourvallais, ist seit 1718 das französische Justizministerium untergebracht. Das Gebäude gehörte ursprünglich dem wegen Betrugs angeklagten Paul Poisson de Bourvallais, der es im Jahre 1716 dem Staat übergeben musste, um nicht schuldenhalber ins Gefängnis zu gehen. Im Haus Nr. 12 (Hôtel de Simiane) ist Frédéric Chopin gestorben. Im selben Haus lernte Napoleon III. seine spätere Ehefrau Eugénie de Montijo kennen.

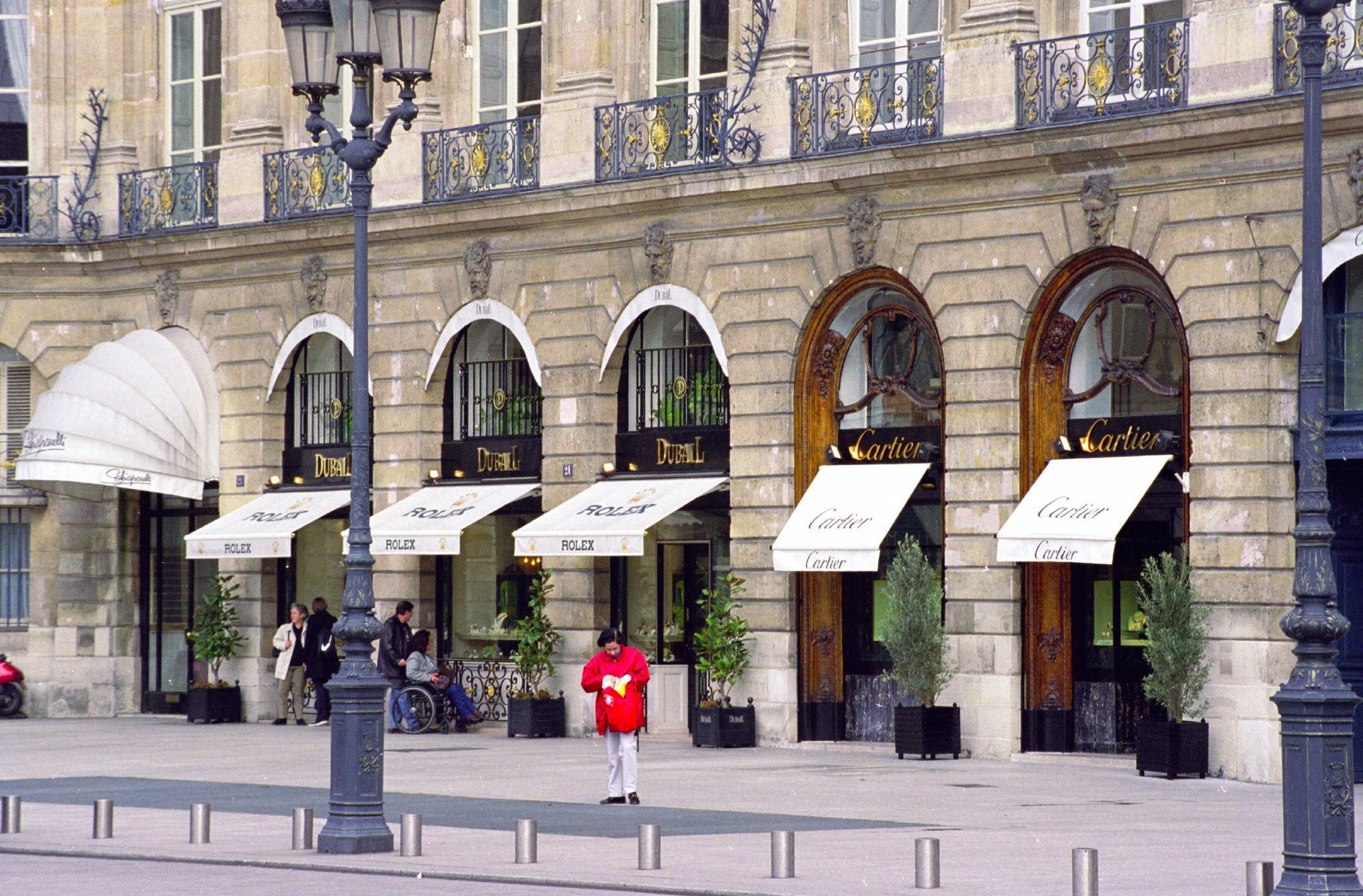
Juweliergeschäfte am Platz

Ab Ende des 19. Jahrhunderts, nach der Eröffnung der Opéra Garnier 1875 nebenan, siedelten sich zahlreiche Luxusläden, wie der Hersteller kostspieliger Herren- und Damenschuhe Hellstern & Sons (1900), viele Schmuck- und ab Ende des 20. Jahrhunderts auch Uhrenhersteller an der Place Vendôme an, die dort bis heute mit ihren luxuriösen Boutiquen vertreten sind: Boucheron (1893), Cartier (1898), Chaumet (1902), Van Cleef & Arpels (1906), Bulgari (1986), Mikimoto (1986), die Schmuck- und Uhrensparten von Chanel (1991), Dior (2001) und Louis Vuitton (2012) sowie die Uhrenhersteller Piaget (1991), Patek Philippe (1995), Jaeger-LeCoultre, Breguet SA (2006) oder Rolex (2008) und weitere. Einzelhandelsgeschäfte aus anderen Branchen sind zum Stand 2012 direkt an der Place Vendôme kaum vertreten, wenngleich die japanische Modefirma Comme des Garçons in der Nr. 16 (Hôtel Moufle) ihren Sitz hat und im Juli 2012 im Haus Nr. 21 (Hôtel de Fontpertuis) eine Schiaparelli-Boutique (Marke seit 2006 im Besitz von Diego della Valle) eröffnete. Bis Mitte der 2000er Jahre betrieb Giorgio Armani zwei Armani-Boutiquen an der Place Vendôme. Gastronomiebetriebe gibt es an der Place Vendôme außer in Hotels nicht. Nur an den beiden kurzen Straßen-Ausläufern des Platzes im Norden (bis Rue des Capucines / Rue Danielle Casanova) und Süden (bis Rue Saint-Honoré) befinden sich ein weiteres Hotel (Hôtel de Vendôme) und wenige Modegeschäfte. Im Haus Nr. 2 (Hôtel Marquet de Bourgade) betreiben zudem der Parfümhersteller Guerlain und der italienische Juwelier Damiani Boutiquen. Ansonsten sind noch Banken und Versicherungen an der Place Vendôme ansässig. Auf der südwestlichen Seite des Platzes gehört dem Sultan von Brunei ein ganzer Gebäudekomplex.
Der Platz ist links und rechts vorbei an der Siegessäule zwischen Rue de Castiglione im Süden und Rue de la Paix im Norden jeweils zweispurig befahrbar, und auch vor den Fassaden der Stadthäuser befindet sich eine im Viereck angelegte Einbahnstraße, die ringsum entgegen dem Uhrzeigersinn einspurig befahrbar ist und die Zufahrt zu Tiefgaragen ermöglicht. Diese Straßen tragen alle den Namen Place Vendôme. Ansonsten ist der gepflasterte und von Jugendstil-Straßenlaternen gesäumte Platz durch Poller für Autos gesperrt.

## Sonstiges
- Am 17. Oktober 1849 starb Frédéric Chopin im Haus Nr. 12, am 10. Januar 1971 starb Coco Chanel in ihrer Suite im Hotel Ritz an Altersschwäche. Die Säule gehört seit dem 31. März 1992 zu den Monument historiques.
- Ende der 1960er Jahre wurde der damals zum Abstellen von Kraftfahrzeugen genutzte Platz[8] teilweise aufgerissen[9] und in der Baugrube eine Tiefgarage angelegt. Danach wurde die Place Vendôme in einen den Plänen von Mansart entsprechenden Zustand versetzt.[10]